# Nelson Valdez
Nelson Antonio Haedo Valdez (in Deutschland bekannter unter seinem zweiten Nachnamen Valdez; * 28. November 1983 in San Joaquín, Caaguazú) ist ein ehemaliger paraguayischer Fußballspieler. Er stand zuletzt bis 2020 bei Cerro Porteño unter Vertrag und spielte für die paraguayische Nationalmannschaft.

## Karriere

### Vereinskarriere

#### Jugend
Das Fußballspielen erlernte Valdez bei Primero de Mayo und bei Atlético Tembetary.

#### Werder Bremen
Nachdem Jürgen L. Born Valdez in Paraguay empfohlen worden war und er sich vor Ort von seinen Qualitäten überzeugte, bezahlte er diesem das Flugticket nach Bremen. Valdez wechselte 2001 mit 18 Jahren zu Werder Bremen und kam zunächst für die A-Jugend und später in der Regionalliga Nord für die Amateure zum Einsatz. Nach einigen sporadischen Einsätzen in der Saison 2002/03 gehörte er in der Folgesaison fest dem Bundesligakader von Werder Bremen an. Seinen ersten, bis 2007 laufenden Profivertrag unterschrieb er im Oktober 2003. Valdez wurde bei der Wahl zum Fußballer des Jahres in Paraguay 2004 auf den dritten und 2005 auf den zweiten Platz gewählt.

#### Borussia Dortmund
Zum 1. Juli 2006 wechselte er aufgrund besserer Perspektiven zu Borussia Dortmund, denn in Bremen machte ihm Ivan Klasnić den Stammplatz streitig und er kam in der Regel nur noch als Einwechselspieler zum Zuge. Valdez unterschrieb beim BVB einen Vierjahresvertrag bis 2010. Ihm gelang in seiner ersten Saison (2006/07) für Borussia Dortmund erst am 32. Spieltag gegen den VfL Wolfsburg sein erstes Tor. Sein zweites Tor für Borussia Dortmund erzielte er am zweiten Spieltag der Saison 2007/08 bei der 1:4-Niederlage beim FC Schalke 04. Valdez markierte in diesem Spiel den zwischenzeitlichen Treffer zum 1:3; später gelangen ihm noch zwei weitere Saisontreffer.
Mit Borussia Dortmund stand er am 19. April 2008 im DFB-Pokal-Finale in Berlin, das die Mannschaft mit 1:2 gegen den FC Bayern München verlor. Nachdem Valdez in seiner dritten Saison für den BVB in der Rückrunde streckenweise gute Leistungen gezeigt hatte, wurde sein Vertrag im April 2009 vorzeitig bis zum Sommer 2012 verlängert.

#### Hércules Alicante
Im August 2010 einigten sich Valdez und Hércules Alicante auf einen bis zum 30. Juni 2013 datierten Dreijahresvertrag. Die Ablösesumme betrug 3,5 Millionen Euro, die sich durch Zusatzvereinbarungen auf bis zu vier Millionen Euro erhöhen konnte. In seinem ersten Spiel für Alicante erzielte Valdez am 11. September 2010 beide Tore zum 2:0-Auswärtssieg beim FC Barcelona. Mit dem Abstieg in die Segunda División verließ er den Verein wieder. In der Saison 2010/11 machte er 25 Spiele für Hércules und erzielte dabei acht Tore.

#### Rubin Kasan
Im August 2011 wechselte Valdez in die Premjer Liga zu Rubin Kasan. Sein erstes Spiel für seinen neuen Verein machte er am 10. September 2011 bei der 1:3-Niederlage gegen den FK Krasnodar.

#### FC Valencia
Im August 2012 wechselte Valdez für die Saison 2012/13 auf Leihbasis mit Kaufoption zum FC Valencia. Am 25. Februar 2013 wurde er schließlich fest verpflichtet. Er unterschrieb einen Vertrag mit Laufzeit bis zum 30. Juni 2015.

#### al-Jazira
In der Sommerpause 2013 wurde Valdez vom al-Jazira Club in Abu Dhabi verpflichtet; er erhielt einen Zweijahresvertrag.

#### Leihe nach Griechenland
Am 31. Januar 2014 unterschrieb der Stürmer bei dem griechischen Verein Olympiakos Piräus einen zunächst bis Saisonende befristeten Leihvertrag; der Verein sicherte sich eine Kaufoption.

#### Eintracht Frankfurt
Am 29. Juli 2014 unterzeichnete Valdez einen bis 2016 gültigen Zweijahresvertrag bei Eintracht Frankfurt und kehrte damit in die Bundesliga und zu seinem ehemaligen Trainer Thomas Schaaf zurück. In den ersten drei Pflichtspielen der Saison 2014/15 gehörte er jeweils zur Startelf der Eintracht. Am 30. August 2014, dem 2. Spieltag der Saison, erlitt er beim 2:2-Unentschieden im Auswärtsspiel beim VfL Wolfsburg ohne Fremdeinwirkung einen Kreuzbandriss. Am 14. März 2015 feierte er seine Rückkehr gegen den SC Paderborn, bei der er in der 74. Minute für Haris Seferović eingewechselt wurde und das Tor zum 4:0-Endstand erzielte. Am 16. Juli 2015 einigte sich Valdez mit dem Verein auf eine Vertragsauflösung.

#### Seattle Sounders
Ab August 2015 stand Valdez bei den Seattle Sounders unter Vertrag und gewann 2016 den MLS Cup.

#### Club Cerro Porteño
Zum 1. Januar 2017 kehrte Valdez ablösefrei wieder zurück in sein Heimatland, zum Traditionsclub Club Cerro Porteño. Für diesen spielt er in der höchsten Spielklasse Paraguays. Des Weiteren kam er im Jahr 2017 auch in der Copa Sudamericana 2017 zum Einsatz. Mit seiner Mannschaft gewann er 2017 die Rückrunde der Paraguayischen Meisterschaft, die Clausura, und 2020 die Hinrunde, die Apertura. Nach dem Ende seines Vertrages mit Cerro Porteño 2020 beendete er im Juli 2021 seine Fußballkarriere.

### Nationalmannschaft

#### Paraguay U20
2002 beabsichtigte der seinerzeitige deutsche U-21-Nationaltrainer Jürgen Kohler Valdez über eine Einbürgerung für die deutsche Nationalmannschaft zu gewinnen und ließ für Valdez ein entsprechendes Nationaltrikot mit der Rückennummer 11 beflocken. Valdez entschied sich jedoch, dem Rat seiner Mutter folgend, für Paraguay.
Valdez wurde für Paraguays U-20-Kader bei der Juniorenweltmeisterschaft 2003 in den Vereinigten Arabischen Emiraten nominiert. Er spielte in allen drei Gruppenspielen und schoss ein Tor in der letzten Partie beim 2:0-Sieg gegen Deutschland, Paraguay wurde Gruppenzweiter. Im Achtelfinale verlor man mit 0:1 gegen Spanien.

#### A-Nationalmannschaft
2004 wurde er erstmals in den Kader von Paraguay für die Copa América nominiert. Valdez feierte sein Debüt in der A-Auswahl Paraguays am 8. Juli 2004 beim 1:0 gegen Costa Rica. Im Viertelfinale schied das Team gegen Uruguay nach einer 1:3-Niederlage aus. Am 17. August 2005 erzielte er sein erstes Tor für Paraguay gegen El Salvador.
Während der Qualifikation zur Weltmeisterschaft 2006 erzielte er den 1:0-Endstand gegen Venezuela am 8. Oktober 2005. Seine Mannschaft qualifizierte sich als Vierter für die WM. Valdez wurde in den 23 Mann starken Kader nominiert. Bei der Weltmeisterschaft schied man in der Gruppenphase aus, nachdem Paraguay jeweils 0:1 gegen England und Schweden verloren hatte; nur das letzte Spiel gegen Trinidad und Tobago wurde 2:0 gewonnen.

## Erfolge
Paraguay
- Teilnahme an der Junioren-Fußballweltmeisterschaft: 2003
- Teilnahme an der Copa América: 2004 und 2011
- Silbermedaille bei den Olympischen Sommerspielen: 2004
- Teilnahme an den Fußball-Weltmeisterschaften: 2006 und 2010

Werder Bremen
- Deutscher Meister: 2004
- DFB-Pokalsieger: 2004

Olympiakos Piräus
- Griechischer Meister: 2014

Club Cerro Porteño
- Fußballmeisterschaft von Paraguay
  - Clausura-Meister 2017, Apertura-Meister 2020

## Leben
In der Bild berichtete Valdez im April 2008 über seine Zeit als Obdachloser, über die Angst, seine Eltern könnten entführt werden, über die Menschen in seiner Heimat und andere Erfahrungen, die er vor seiner Profikarriere in Deutschland gemacht hatte:
Valdez wuchs in dem kleinen Dorf San Joaquín im Departamento Caaguazú in Paraguay auf. Als 15-Jähriger kam er zum Zweitligisten Atlético Tembetary, wo sein Verdienst nur gering war. Als Obdachloser verbrachte er zwei Jahre lang die Nacht unter einer Tribüne. Nach dem täglichen Fußballspiel konsumierte er regelmäßig Caña, eine in Paraguay beliebte Spirituose aus Zuckerrohr, und war nach eigenen Angaben vom Alkoholismus bedroht. Dies endete, als er zu Werder Bremen wechselte. Er hielt intensiven Kontakt zu seiner Heimat und unterstützt dort bedürftige Menschen finanziell.

## Sonstiges

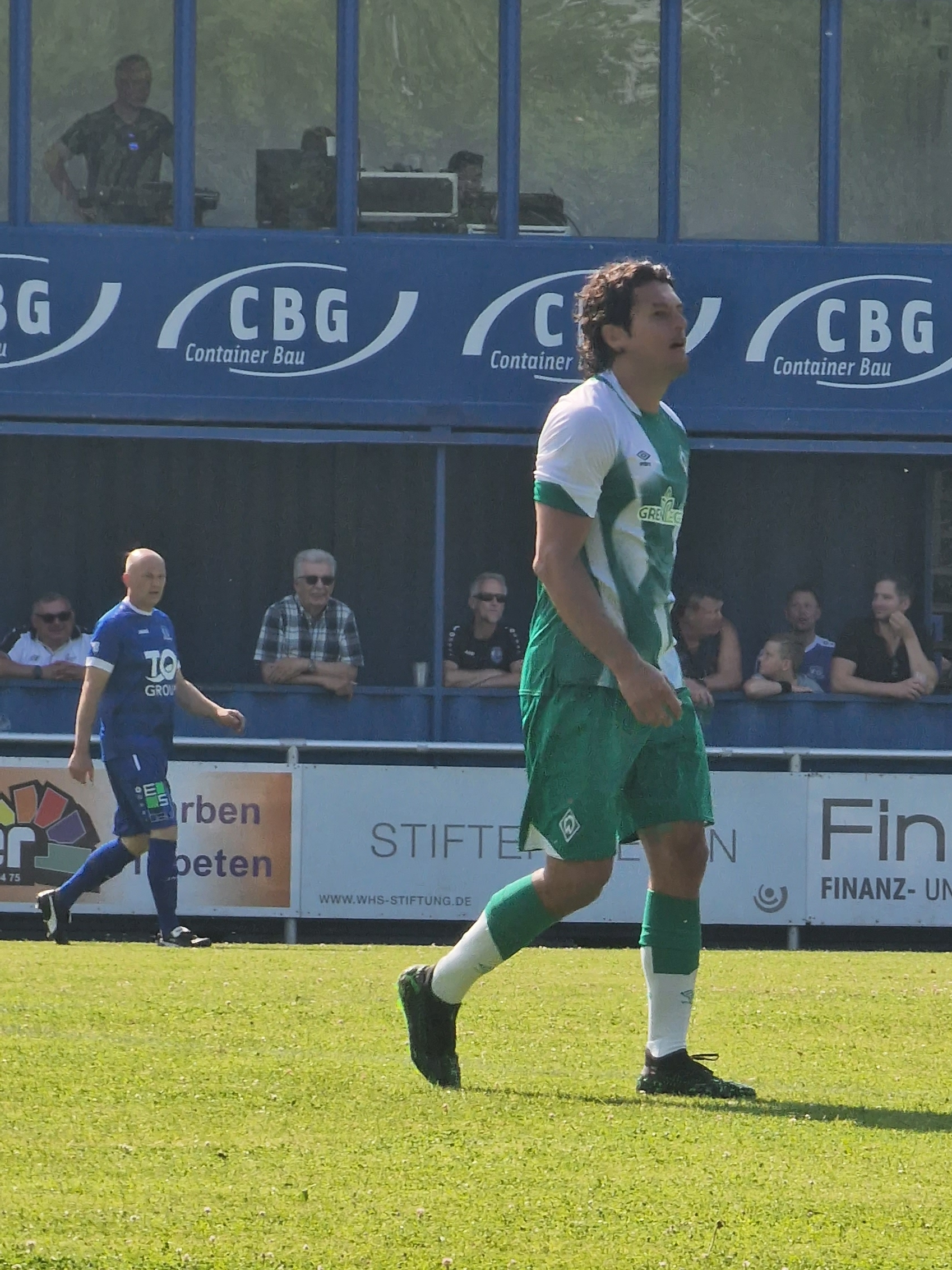
Nelson Valdez im Team der Werder-Traditionsmannschaft im Freundschaftsspiel gegen den TB Uphusen am 17. Juni 2023

Valdez erzielte das späteste Tor in der Geschichte der Fußball-Bundesliga. Am 6. August 2004 erzielte er im Eröffnungsspiel der Saison 2004/05 – wie üblich ein Spiel am Freitagabend – in der 83. Minute den 1:0-Siegtreffer für den amtierenden Meister Werder Bremen gegen den FC Schalke 04. Da im Vorfeld des Spiels im Umfeld des Weserstadions bei Bauarbeiten ein Hauptkabel beschädigt worden war, fiel kurz vor dem geplanten Anstoß um 20:30 Uhr das Flutlicht aus, sodass das Spiel mit einer Verspätung von etwa 65 Minuten gegen 21:35 Uhr begann. Durch diese späte Anstoßzeit fiel der Treffer von Valdez gegen 23:13 Uhr.